# Teluk Terate
Teluk Terate is een bestuurslaag in het regentschap Serang van de provincie Banten, Indonesië. Teluk Terate telt 1640 inwoners (volkstelling 2010).